# Козацький Дуб
Козацький Дуб — ботанічна пам'ятка природи місцевого значення. Пам'ятка природи розташована на околиці села Василівка Новомосковського району Дніпропетровської області, кв. 56, діл. 22.
Площа — 0,1 га, створено у 1972 році.